# Holubinkovité
Holubinkovité (Russulaceae) je čeleď převážně kloboukatých hub. Vzácně tvoří i plodnice gasteroidní nebo podzemní. Dužnina je charakteristicky lámavá a strukturou připomíná jablko. Jsou přítomny mléčnice, které u ryzců roní mléko.
Jsou to mykorhizní druhy hub, holubinka mandlová, holubinka nazelenalá, ryzec pravý a ryzec syrovinka jsou ceněné, chutné jedlé houby.

## Rody
- Arcangeliella
- Boidinia – kornatec
- Cystangium
- Elasmomyces – lanýžovec
- Lactarius – ryzec
- Martellia – masovka
- Russula – holubinka